# Giorgio Frezzolini
Giorgio Frezzolini (Roma, Italia, 21 de enero de 1976) es un exjugador de fútbol italiano que jugaba de portero. Su último equipo fue el Atalanta Bergamasca Calcio.

## Carrera
Un producto de la cantera de la Lazio, Frezzolini nunca jugó para los biancocelesti y fue en su lugar enviado a préstamo a varios equipos de inferior categoría. En 1995 fue contratado por el Inter como una opción de reserva, y luego enviado a préstamo al club de la Serie C1 Trapani en 1996, y la Serie B Fidelis Andria un año más tarde. En noviembre de 1997 fue adquirido por el Udinese y logró finalmente hacer su debut en la Serie A el 26 de abril de 1998, en un partido de liga contra el Roma. Fue enviado sucesivamente cedido de nuevo, esta vez al Cosenza, más tarde en el verano de 1998. En junio de 2001, fue vendido al Lecce en contrato de copropiedad, por 2500 millones de liras (1 291 142 €). En junio de 2002 el Lecce lo adquirió de forma gratuita.
De 2004 a 2009 fue la primera opción en el club de la Serie B Modena, jugando 176 partidos con la canarini. Después de una temporada mediocre con Ascoli, Frezzolini se unió al Atalanta en 2010 como reserva de Andrea Consigli.

## Clubes

### Carrera juvenil
| Club  | País   | Periodo   |
| ----- | ------ | --------- |
| Lazio | Italia | 1990-1993 |

### Carrera profesional
| Club                    | País   | Periodo   | Partidos (goles) |
| ----------------------- | ------ | --------- | ---------------- |
| Lazio                   | Italia | 1993-1995 | 0 (0)            |
| Cerveteri→(cesión)      |        | 1993-1994 | 3 (0)            |
| Carpi→(cesión)          | Italia | 1994-1995 | 3 (0)            |
| Internazionale          | Italia | 1995-2001 | 0 (0)            |
| Trapani→(cesión)        | Italia | 1996-1997 | 32 (0)           |
| Fidelis Andria→(cesión) | Italia | 1997      | 11 (0)           |
| Udinese→(cesión)        | Italia | 1998      | 2 (0)            |
| Cosenza→(cesión)        | Italia | 1998      | 14 (0)           |
| A.C. Milan→(cesión)     | Italia | 1999      | 0 (0)            |
| Chievo→(cesión)         | Italia | 2000-2001 | 3 (0)            |
| Lecce                   | Italia | 2001-2003 | 4 (0)            |
| Venezia→(cesión)        | Italia | 2003      | 3 (0)            |
| Chievo                  |        | 2003-2004 | 8 (0)            |
| Modena                  | Italia | 2004-2009 | 176 (0)          |
| Ascoli                  | Italia | 2009-2010 | 15 (0)           |
| Atalanta                | Italia | 2010-2015 | 3 (0)            |